# Hannonville-Suzémont

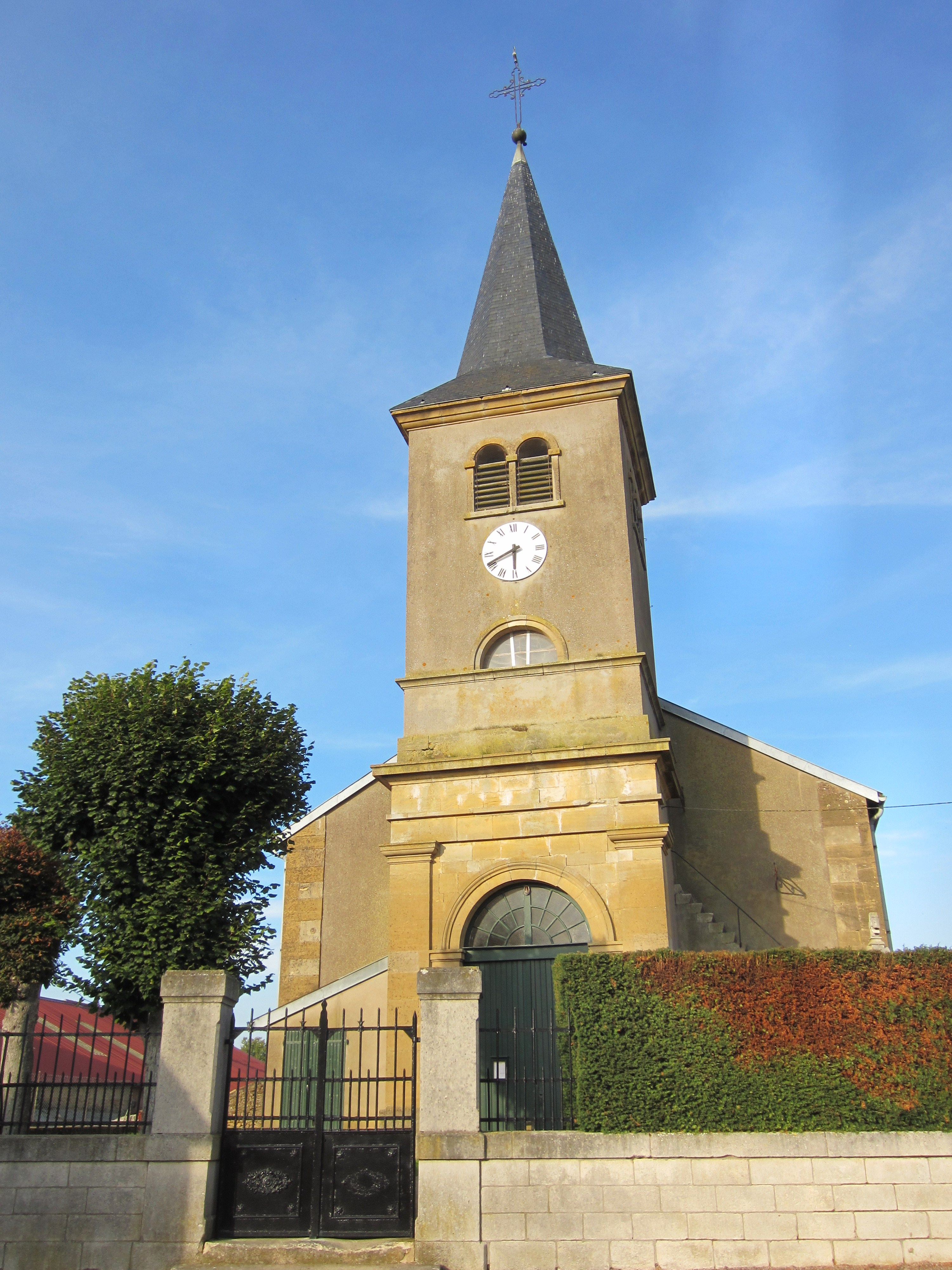
Kościół parafialny św. Grzegorza Wielkiego (2011)

Hannonville-Suzémont – miejscowość i gmina we Francji, w regionie Grand Est, w departamencie Meurthe i Mozela.
Według danych na rok 1990 gminę zamieszkiwało 226 osób, a gęstość zaludnienia wynosiła 26 osób/km² (wśród 2335 gmin Lotaryngii Hannonville-Suzémont plasuje się na 819. miejscu pod względem liczby ludności, natomiast pod względem powierzchni na miejscu 693.).

## Populacja

Populacja Hannonville-Suzémont w latach 1962–2008